# 83-тя паралель північної широти
83-тя паралель північної широти — лінія широти, що лежить на 83 градуси північніше земної екваторіальної площини, за Північним полярним колом, в Арктиці. Вона проходить через Північний Льодовитий океан та Північну Америку.
На цій широті під час літнього сонцестояння сонце видно 24 години (полярний день), а під час зимового сонцестояння протягом доби тривають астрономічні сутінки (полярна ніч).
Найпівнічніша точка суходолу на Землі, якою за різними даними є чи то постійний острівець Кафеклуббен, чи то перідично затоплюваний гравійний пересип Оодаак, чи то острівці ATOW1996 або 83-42 (всі вони є частиною Гренландії), розташовані приблизно за 40′ (75-79 км) на північ від 83-тьої паралелі північної широти.

## Список географічних об'єктів, що перетинає 83° пн. ш.
Починаючи з Гринвіцького меридіану та рухаючись на схід, 83-га паралель північної широти проходить через:
| Координати                                                 | Країна, територія або море | Примітки                                     |
| ---------------------------------------------------------- | -------------------------- | -------------------------------------------- |
| 82°0′ пн. ш. 0°0′ сх. д. / 82.000° пн. ш. 0.000° сх. д.    | Північний Льодовитий океан |                                              |
| 83°0′ пн. ш. 77°25′ зх. д. / 83.000° пн. ш. 77.417° зх. д. | Канада                     | Нунавут — проходить через острів Елсмір      |
| 83°0′ пн. ш. 68°18′ зх. д. / 83.000° пн. ш. 68.300° зх. д. | Море Лінкольна             |                                              |
| 83°0′ пн. ш. 46°39′ зх. д. / 83.000° пн. ш. 46.650° зх. д. | Гренландія                 | Проходить через острів Свердрупа[en]         |
| 83°0′ пн. ш. 46°13′ зх. д. / 83.000° пн. ш. 46.217° зх. д. | Море Лінкольна             | Протока Маскарт                              |
| 83°0′ пн. ш. 43°45′ зх. д. / 83.000° пн. ш. 43.750° зх. д. | Гренландія                 | Проходить через Землю Нансена[en]            |
| 83°0′ пн. ш. 41°33′ зх. д. / 83.000° пн. ш. 41.550° зх. д. | Море Лінкольна             | Фьорд Томаса Томсена                         |
| 83°0′ пн. ш. 41°19′ зх. д. / 83.000° пн. ш. 41.317° зх. д. | Гренландія                 | Проходить через острів Боруп[en]             |
| 83°0′ пн. ш. 40°38′ зх. д. / 83.000° пн. ш. 40.633° зх. д. | Море Лінкольна             | Фьорд Адольфа Єнсена                         |
| 83°0′ пн. ш. 39°45′ зх. д. / 83.000° пн. ш. 39.750° зх. д. | Гренландія                 | Проходить через острів Макміллана[en]        |
| 83°0′ пн. ш. 39°43′ зх. д. / 83.000° пн. ш. 39.717° зх. д. | Море Лінкольна             | Фьорд Делонга[en]                            |
| 83°0′ пн. ш. 36°47′ зх. д. / 83.000° пн. ш. 36.783° зх. д. | Гренландія                 | Проходить через Землю Амундсена[en]          |
| 83°0′ пн. ш. 33°20′ зх. д. / 83.000° пн. ш. 33.333° зх. д. | Море Лінкольна             | Фьорд Фредеріка Хайда[en] Фьорд Цитронен[en] |
| 83°0′ пн. ш. 28°40′ зх. д. / 83.000° пн. ш. 28.667° зх. д. | Гренландія                 | Проходить через Землю Ганса Еґеде            |
| 83°0′ пн. ш. 24°45′ зх. д. / 83.000° пн. ш. 24.750° зх. д. | Північний Льодовитий океан |                                              |